# دانشگاه الهیات شمال ایتالیا
دانشگاه الهیات شمال ایتالیا (به ایتالیایی: Pontificia facoltà teologica di Torino) یک دانشگاه در ایتالیا است که در تورین واقع شده‌است.